# Birmingham Challenger 2002
Il Birmingham Challenger 2002 è stato un torneo di tennis facente parte della categoria ATP Challenger Series nell'ambito dell'ATP Challenger Series 2002. Il torneo si è giocato a Birmingham negli Stati Uniti dal 6 al 12 maggio 2002 su campi in terra verde.

## Vincitori

### Singolare
Alex Kim ha battuto in finale  Cecil Mamiit con il punteggio di 7–6(9), 6–2

### Doppio
Mardy Fish /  Jeff Morrison hanno battuto in finale  Paul Rosner /  Glenn Weiner con il punteggio di 6–4, 7–6(4)